# Aljaksandr Ermakovič
Aljaksandr Ermakovič (in bielorusso Аляксандр Ермаковіч?; angl. Alyaksandr Yermakovich; Luninec, 21 gennaio 1975) è un allenatore di calcio ed ex calciatore bielorusso, di ruolo centrocampista.
In carriera ha vinto 11 campionati bielorussi, 5 da giocatore, 4 da assistente e 2 da allenatore, vincendo 8 campionati di fila tra il 2006 e il 2014.

## Caratteristiche tecniche

### Giocatore
Interno di centrocampo, poteva essere schierato sia come mediano sia come esterno destro.

### Allenatore
Il 20 ottobre 2013 esordisce sulla panchina del BATE contro il Gomel, sfida vinta 0-1 usando un 4-2-3-1. In seguito prediligerà sempre il 4-3-3, usando anche un più prudente 4-4-2 o ritornando al 4-2-3-1 nelle sfide giocate in Europa. Raramente ha sperimentato il BATE giocando con una difesa a 3.

## Palmarès

### Giocatore

#### Club
- Campionato bielorusso: 6

BATE Borisov: 1999, 2002, 2006, 2007, 2008, 2009
- Coppa di Bielorussia: 1

BATE Borisov: 2005-2006

### Allenatore

#### Club
- Campionato bielorusso: 5

BATE Borisov: 2013, 2014, 2015, 2016, 2017
- Coppa di Bielorussia: 1

BATE Borisov: 2014-2015
- Supercoppa di Bielorussia: 5

BATE Borisov: 2013, 2014, 2015, 2016, 2017